# Hiroaki Hiraoka (piłkarz)
Hiroaki Hiraoka (jap. 平岡 宏章 Hiraoka Hiroaki; ur. 2 września 1969) – japoński piłkarz występujący na pozycji obrońcy.

## Kariera klubowa
Od 1992 do 1998 roku występował w klubach Shimizu S-Pulse, Consadole Sapporo i Albirex Niigata.